# 60 років Перемоги у Великій Вітчизняній війні 1941 — 1945 років (срібна монета)
«60 ро́ків Перемо́ги у Вели́кій Вітчизня́ній війні́́ 1941—1945 рокі́в» — срібна ювілейна монета номіналом 20 гривень, випущена Національним банком України. Присвячена 60-річниці Перемоги у великій «Вітчизняній війні» 1941—1945 років.
Монету введено в обіг 28 квітня 2005 року. Вона належить до серії «Друга світова війна».

## Опис монети та характеристики
| Номінал грн. | Метал            | Маса, г      | Діаметр, мм | Якість виготовлення | Гурт                 | Тираж, штук |
| ------------ | ---------------- | ------------ | ----------- | ------------------- | -------------------- | ----------- |
| 20           | срібло 925 проби | 62,2 / 67,25 | 50,0        | пруф                | секторальне рифлення | 5 000       |

### Аверс
На аверсі монети зображено клин журавлів, який зникає у хмарах, та розміщено напис «УКРАЇНА» (угорі), малий Державний Герб України (праворуч), під клином праворуч — рік карбування монети «2005», нижче — позначення металу та його проби — «Ag 925», маса в чистоті — «62,2» та логотип Монетного двору Національного банку України, унизу номінал — «20/ ГРИВЕНЬ».

### Реверс

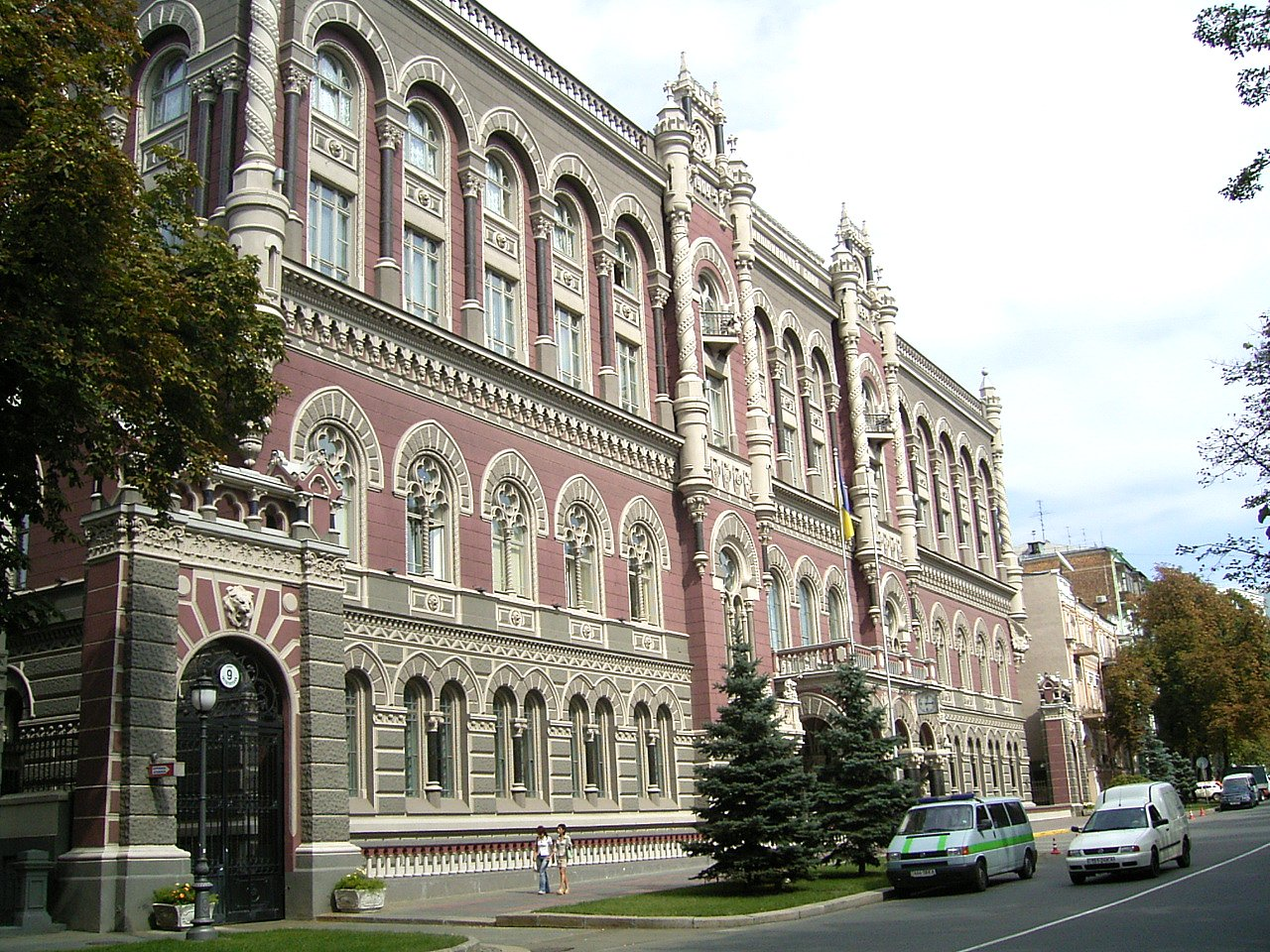
Будівля Національного банку України

На реверсі монети у частині сегмента, що обмежений трьома променями прожекторів, зображені солдати, які повертаються з фронту. Ліворуч розміщено напис «60/ РОКІВ/ ПЕРЕМОГИ/ У ВЕЛИКІЙ/ ВІТЧИЗНЯНІЙ/ ВІЙНІ/ 1941–1945»; під написом голографічне зображення Ордена Вітчизняної війни.

## Автори
- Художники: Іваненко Святослав (аверс), Атаманчук Володимир (реверс).
- Скульптори: Іваненко Святослав (аверс), Атаманчук Володимир (реверс).

## Вартість монети
Ціна монети — 1153 гривні, була вказана на сайті Національного банку України у 2015 році.
Фактична приблизна вартість монети, з роками змінювалася так:
| Рік        | 2010 | 2011 | 2012  | 2013  | 2014  | 2015 | 2016  | 2017  | 2018  | 2019  | 2020  | 2021  | 2022  | 2023  | 2024  | 2025  |
| ---------- | ---- | ---- | ----- | ----- | ----- | ---- | ----- | ----- | ----- | ----- | ----- | ----- | ----- | ----- | ----- | ----- |
| Ціна, грн. | 600  | 850  | 1 000 | 1 000 | 1 100 | 800  | 1 750 | 1 700 | 2 100 | 2 200 | 2 000 | 2 500 | 2 800 | 4 400 | 6 200 | 6 600 |